# Джемстаун
Джемстаун (англ. Jamestown; ирл. Baile Shéamais) — деревня в Ирландии, находится в графстве Литрим (провинция Коннахт) на берегах реки Шаннон у трассы N4.